# Scellus
Scellus is een vliegengeslacht uit de familie van de slankpootvliegen (Dolichopodidae).

## Soorten
- S. abditus Hurley, 1995
- S. amplus Curran, 1923
- S. asaroticus Hurley, 1995
- S. avidus Loew, 1864
- S. coloradensis Harmston and James, 1942
- S. crinipes Van Duzee, 1925
- S. dolichocerus Gerstacker, 1864
- S. dyscritus Hurley, 1995
- S. exustus (Walker, 1852)
- S. filifer Loew, 1864
- S. gallicanus Becker, 1909
- S. knowltoni Harmston, 1939
- S. monstrosus Osten Sacken, 1877
- S. notatus (Fabricius, 1781)
- S. obuchovae Stackelberg, 1951
- S. spinimanus (Zetterstedt, 1843)
- S. varipennis Van Duzee, 1925
- S. vigil Osten Sacken, 1877
- S. virago Aldrich, 1907